# Осветительное оборудование сцены

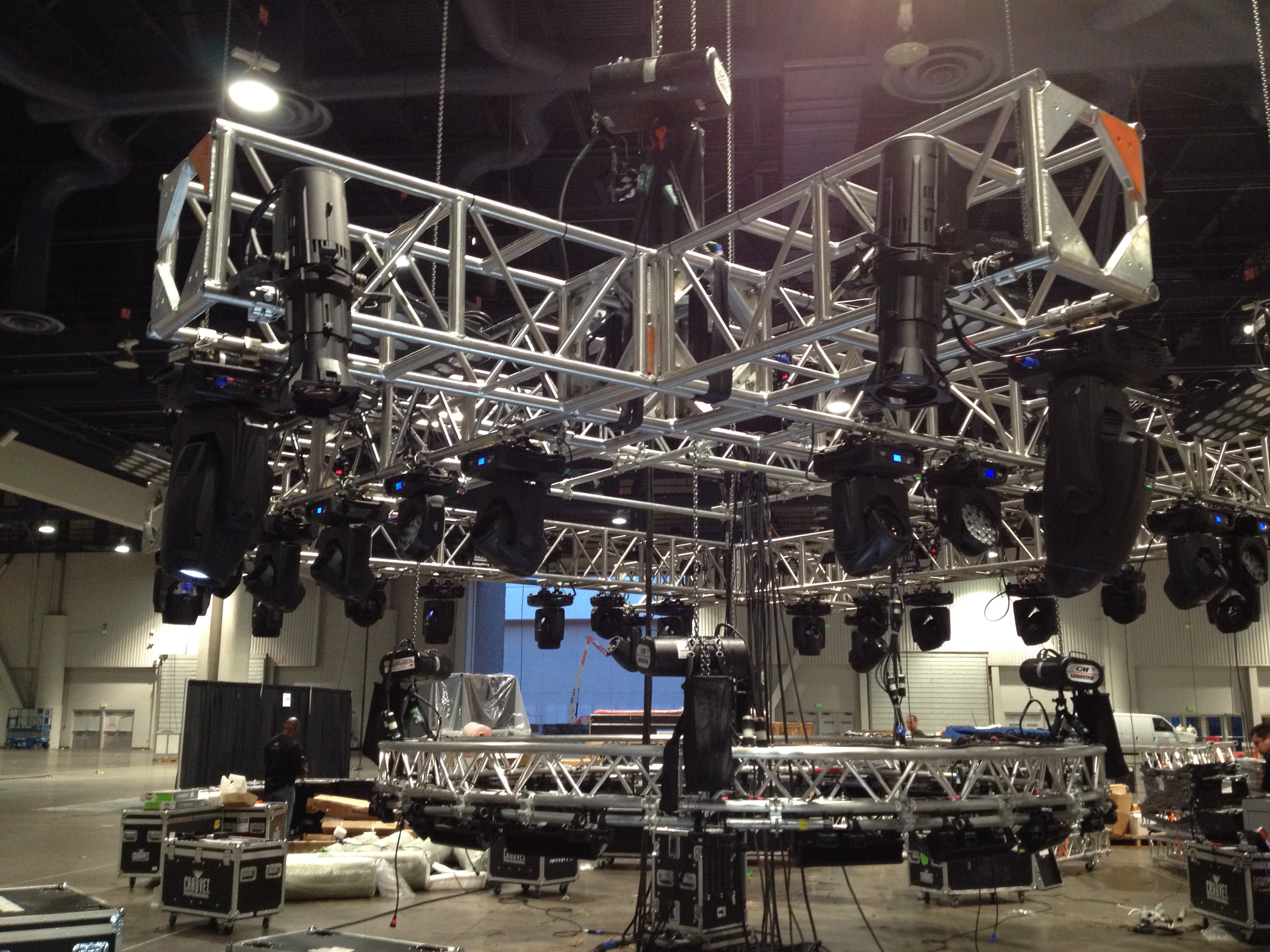
Сценическое освещение

Осветительное оборудование — приспособления, предназначенные для освещения сценических и съёмочных площадок, являющиеся ключевым элементом сценического освещения. Наиболее распространёнными типами оборудования считаются прожекторы и софиты, создающие концентрированные световые пятна в нужных местах сцены и рассеянное световое заполнение. В современных приборах используются электрические источники света двух основных типов: лампы накаливания и газоразрядные лампы. Для киносъёмки иногда применяется дуга интенсивного горения, а в последнее время всё более широкое распространение получает светодиодный свет. Кроме самих осветительных приборов к техническим средствам сценического света относится вспомогательное оборудование: шторки, тубусы, софтбоксы, светофильтры, штативы, подвесы, электроприводы и прочие устройства.